# Gaspare Pignatelli
Gaspare Pignatelli (Grottaglie, 18 ottobre 1900 – 2 novembre 1980) è stato un politico italiano.

## Biografia
Esponente della Democrazia Cristiana, fu deputato per due legislature, venendo eletto alle politiche del 1948 (31.555 preferenze) e alle politiche del 1953 (32.666 preferenze).
Nel 1954 entrò a far parte del governo Scelba, in qualità di sottosegretario al ministero dell'industria e del commercio.
In occasione delle politiche del 1958 approdò al Senato, ove fu confermato alle politiche del 1963.
Terminò il mandato parlamentare nel 1968.